# Phytase CBS 2923
La phytase CBS 2923 est une enzyme présente chez l'espèce de levure ascomycète Debaryomyces castellii
. Elle présente une structure tétramérique c'est-à-dire en quatre sous-unités. Les enzymes phytases font partie de la catégorie d'enzyme des histidines phosphatases acides. Cette catégorie d'enzyme catalyse la réaction d'hydrolyse du myo-inositol hexakisphosphate (acide phytique) en monophosphate inorganique et en myo-Inositol phosphate. Ces enzymes sont produites par une grande variété d'organismes mais plus particulièrement par les microorganismes dont des champignons.
Ces enzymes sont utilisées en additif alimentaire pour l'alimentation animale et permettent d'augmenter la disponibilité du phosphore phytique et d'améliorer la digestion des aliments par les animaux, en réduisant ainsi les riques d'eutrophisation du milieu causés par les déchets riches en phosphore.